# Cetoacidosis diabética
La cetoacidosis diabética (CAD) es una complicación aguda metabólica grave de la diabetes mellitus, más común en las personas con la diabetes tipo 1, caracterizada por deshidratación, perdida de electrólitos, acidosis metabólica, hiperglucemia y cetosis. Además, puede ser la manifestación inicial de ambos tipos de diabetes. Suele presentarse de forma superpuesta con el estado hiperglucémico hiperosmolar y ambas representan urgencias médicas por el riesgo que conllevan para la vida de los pacientes.
Los síntomas de CAD se desarrollan en un plazo de 24 horas y tienden a ser más agresivos a medida que transcurre el tiempo de evolución. Las primeras horas son cruciales, por ello es importante establecer un curso de acción y reconocer los síntomas para evitar complicaciones como un coma diabético o la muerte.
Es importante entender que las personas con diabetes tipo 1 presentan un déficit absoluto de insulina por destrucción de las células beta pancreáticas. La insulina es una hormona que el cuerpo utiliza para la captación de la glucosa por los tejidos para obtener energía. Cuando la glucosa no está disponible, se metaboliza la grasa en su lugar.
A medida que las grasas se descomponen, se forman las moléculas llamadas cuerpos cetónicos, que son cetoácidos (cetonas y ácidos carboxílicos) que se acumulan en la sangre y la orina. En niveles altos, los cuerpos cetónicos son tóxicos y generan que la sangre se vuelva ácida.

## Introducción
En 1886 Dreschfeld proporcionó la primera descripción de cetoacidosis diabética (CAD) en la literatura moderna y antes del descubrimiento de la insulina por el Dr. Frederick Banting en 1921, su mortalidad era prácticamente del 100%. La CAD y el Estado Hiperosmolar Hiperglucémico (EHH) son las complicaciones más graves y potencialmente mortales de la Diabetes Mellitus (DM). En la actualidad se sabe que, tanto la CAD como el EHH, se pueden presentar en DM tipo 1 (DM1) y en DM tipo 2 (DM2). La tasa de mortalidad en CAD es menor de 5% en centros con experiencia, mientras que la tasa de mortalidad en el EHH varía de 10 a 50%. La muerte en ambas condiciones usualmente es causada por el factor desencadenante, pero en ocasiones también puede ser el resultado de la instauración de una terapia inadecuada y las complicaciones que se pueden presentar durante la misma. 

## Fisiopatogenia
En la CAD influyen, primeramente, la reducción de la acción efectiva neta de la insulina circulante, como resultado de la disminución en su secreción, junto con la elevación de los niveles de hormonas contrareguladoras (glucagón, catecolaminas, cortisol y hormona del crecimiento) y como resultado, la incapacidad de la glucosa para entrar a los tejidos sensibles a la insulina (hígado, músculo y adipocitos). 
Para que se desarrolle CAD es especialmente necesaria la combinación de déficit de insulina y exceso de glucagón, lo que da origen a un acelerado catabolismo, gluconeogénesis, glucogenólisis y lipólisis que incrementa la producción de glucosa, ácido láctico, formación de cuerpos cetónicos en el hígado, además de aumentar el suministro al hígado de sustratos procedentes de la grasa y el músculo (ácidos grasos libres y aminoácidos). 
La cetosis es el resultado de un incremento notable de los ácidos grasos libres procedentes de los adipocitos, con un desplazamiento hacia la síntesis hepática de los cuerpos cetónicos. Además de su papel en la regulación del metabolismo de la glucosa, la insulina estimula la lipogénesis que permite que los triglicéridos sean incorporados a las células grasas e inhibe la liberación de estos de dichas células y bloquea la lipólisis. El descenso de los valores de insulina, combinado con elevaciones de catecolaminas y hormona del crecimiento, bloquea la lipogénesis y aumenta la lipólisis y la liberación de ácidos grasos libres por acción de las hormonas contrareguladoras. Normalmente, estos ácidos grasos libres son convertidos en triglicéridos y lipoproteínas de muy baja densidad (VLDL) en el hígado, pero en la CAD la hiperglucagonemia altera el metabolismo hepático favoreciendo la formación de cuerpos cetónicos, a través de la activación de la enzima palmitoiltransferasa de carnitina I. Esta enzima es crucial para la regulación del transporte de ácidos grasos al interior de las mitocondrias, donde ocurre la oxidación beta y la conversión en cuerpos cetónicos.
En resumen, al no haber insulina, la célula no capta hidratos de carbono, así que para obtener energía recurre a vías metabólicas alternativas. Las células empiezan a consumir ácidos grasos que se degradan parcialmente por la falta de glucosa intracelular, dando lugar a cuerpos cetónicos. Por otro lado hay un aumento de glucagón que activa la carnitina, la cual favorece el paso de ácidos grasos a cuerpos cetónicos.
Los cuerpos cetónicos provocan:
- Anorexia
- Aliento cetónico
- Náuseas y vómitos
- Se eliminan en orina arrastrando agua (poliuria).

## Causas
A medida que las grasas se descomponen, los ácidos llamados cetonas se acumulan en la sangre y orina. En niveles altos, las cetonas son tóxicas, Esta afección se denomina cetoacidosis. La CAD algunas veces es el primer signo de diabetes tipo 1 en personas que aún no han recibido el diagnóstico.

### Factores precipitantes
Los dos factores desencadenantes más comunes en el desarrollo de la CAD y la EHH sonː 
- Infecciones (28 %) que pueden ser respiratorias, urinarias, orales, cutáneas, entre otras. Es la causa predominante, correspondiendo la neumonía y la infección del tracto urinario al 30 y al 50 % de los casos respectivamente.
- Terapia insuficiente de insulina (34 %) que incluye el abandono de la medicación y/o transgresiones diabéticas (requerimiento mayor de insulina).

Los pacientes con DM2 propensos a desarrollar CAD generalmente son personas de mediana edad, obesos, con diagnóstico reciente de DM, expuestas a situaciones de estrés; tales como infecciones severas y enfermedades cardiovasculares, y hasta un 50 % de estos pacientes son afroamericanos e hispanos. Tanto en la CAD como en el EHH el pronóstico empeora sustancialmente con la edad avanzada y en presencia de coma e hipotensión.
Otros factores precipitantes son: 
- Inanición en paciente diabético.
- Toma de diuréticos.
- Embarazo (asociado con el inicio de la CAD).
- Inicio de una enfermedad tiroidea autoinmune, tal como síndrome de Graves o enfermedad de Hashimoto.
- Pancreatitis.
- Edad avanzada.
- Pacientes mayores con diabetes de reciente aparición.
- Infarto de miocardio.
- Accidente cerebrovascular.
- Consumo de drogas tales como cocaína.
- Traumatismos, IAM, cirugía menor (6 %).
- Sin causa clara (16 %).

## Cuadro clínico
Inicialmente los síntomas son los propios de una diabetes mellitus descontrolada como poliuria, polifagia y polidipsia, a los que se le añade malestar general, cefalea, debilidad, astenia y adinamia. Conforme la deshidratación y la alteración hidroelectrolítica se acentúan, se añade desorientación y estupor (especialmente en pacientes debilitados o ya enfermos), así como náuseas, vómito y dolor abdominal.
La exploración física muestra datos típicos de deshidratación (boca y conjuntivas secas, ojos hundidos, piel seca, pulso débil, hipotensión, respiración superficial), junto con datos de gravedad (hipotensión severa, pulso no detectable, falta de reacción a estímulos) y algunos más específicos como la respiración de Kussmaul (respiración rápida, profunda, irregular) provocada por la acidosis metabólica (pH entre 7,0 y 7,2) y el "aliento cetónico" o aliento con olor a frutas ácidas, provocado por la salida de acetona a través del aliento.

## Diagnóstico
El diagnóstico se confirma sobre la base de la historia clínica y el examen físico. Los síntomas reflejan la hiperglucemia y el aumento de los ácidos grasos libres.
La CAD se caracteriza por hiperglucemia, cetosis y acidosis metabólica (con aumento de la brecha aniónica). Es frecuente que el bicarbonato sérico sea <10 mmol/L, y el pH arterial oscile entre 6,8 y 7,3, dependiendo de la gravedad de la acidosis.
El ascenso del nitrógeno de la urea sanguínea (BUN) y de la creatinina sérica refleja el decremento de volumen intravascular. Las determinaciones de creatinina sérica pueden estar falsamente elevadas por el acetoacetato (un cuerpo cetónico).
Se encuentra a menudo leucocitosis, hipertrigliceridemia e hiperlipoproteinemia.
El sodio sérico está disminuido a consecuencia de la hiperglicemia, ya que ésta provoca que salga agua de las células y termina diluyendo el sodio sérico. Habrá depleción del potasio.
La determinación de cetonas séricas es fundamental para el diagnóstico. También hay cetonuria aumentada, elevación del hematocrito, leucocitos, hiperuricemia e hiperosmolaridad.

### Datos de laboratorio
- Glucemiaː El elemento más destacable es la hiperglucemia que, casi invariablemente, se encuentra en niveles por encima de los 250 mg/dL. Su medición debe ser continua.
- Gasometría arterialː El grado de acidosis metabólica se evalúa a través de la medición del pH sanguíneo y la concentración de bicarbonato. En casos leves el pH fluctúa entre 7,25 a 7,30, y el bicarbonato entre 15 a 18 mEq/L. Sin embargo, en casos graves pueden descender hasta <7,00 y <10 mEq/L respectivamente, concentraciones que se asocian con estupor y coma.
- Osmolaridadː También se mide la concentración sanguínea de sodio y se calcula la osmolaridad sérica, que da una indicación indirecta del grado de deshidratación —que puede alcanzar 6-7 litros de déficit—. Se debe recordar que la hiperglucemia altera las cifras medibles de sodio sanguíneo, por lo que se debe "corregir" el valor del sodio con la fórmula:

{\displaystyle NaCorregido=NaMedido+0.016(GlucosaSanguinea-100)}
- Cetonasː El examen de cetonas se puede usar en la diabetes tipo 1 para detectar cetoacidosis temprana. Esta prueba por lo regular se hace una muestra de orina o una muestra de sangre. El examen para cetonas por lo regular se lleva a cabo cuando se sospecha de CAD. Con mayor frecuencia primero se lleva a cabo una muestra de orina, si el resultado de la prueba de orina es positivo para cetonas, generalmente se mide el beta-hidroxibutirato en la sangre.
- Otras pruebas metabólicas básicas incluyenː niveles de sodio y potasio, función renal y otros químicos y funciones.

### Clasificación de la acidosis metabólica
| Parámetro        | Leve     | Moderada | Severa   |
| ---------------- | -------- | -------- | -------- |
| Glucosa (mg/dl)  | >250     | >250     | >250     |
| pH               | 7,25-7,3 | 7,0-7,25 | <7       |
| HCO3 (mEq/L)     | 15-18    | 15-10    | <10      |
| Brecha aniónica  | >12      | >12      | >12      |
| Cetonuria        | +        | ++       | +++      |
| Cetonemia        | +        | ++       | +++      |
| Osmolaridad      | Variable | Variable | Variable |
| Estado de alerta | Alerta   | Estupor  | Coma     |

### Diagnóstico diferencial
El diagnóstico diferencial de la CAD incluye cetoacidosis por inanición, cetoacidosis alcohólica y otras acidosis con aumento de la brecha aniónica (o aniones no medibles en sangre).

## Tratamiento de la cetoacidosis diabética

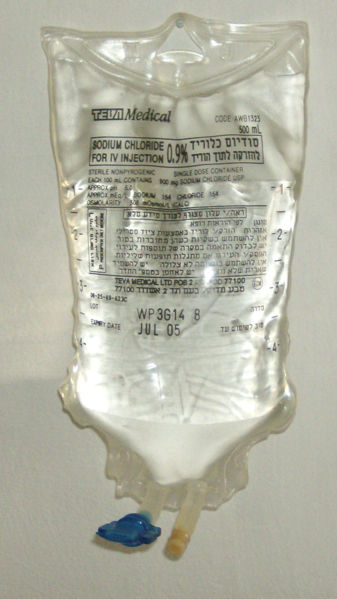
El tratamiento inicial de la deshidratación por cetoacidosis diabética se debe llevar a cabo con solución de NaCl 0,9% a un ritmo de 1 a 2 L. cada hora durante las primeras 2 horas.

El tratamiento es urgente y debe instalarse de inmediato, y tiene dos principales objetivos: la corrección de la deshidratación y la hiperglucemia. Adicionalmente se debe vigilar y tratar el déficit de electrolitos y la eliminación o tratamiento de la causa de base o factores predisponentes. Por lo general, la meta es sacar al paciente de la acidosis en un máximo de 6 horas.
Antes de iniciar el tratamiento se debe valorar el grado de descompensación metabólica, la repercusión hemodinámica y respiratoria y si el paciente presenta acidosis grave o acidosis moderada, pero con alteración del nivel de conciencia o intolerancia oral.
La corrección de la deshidratación puede intentarse por vía oral, si el paciente se encuentra orientado y consciente. Desafortunadamente, la gran mayoría de los pacientes tiene algún grado de alteración en el nivel de alerta (desorientación, somnolencia, estupor, coma), y en tal caso está formalmente contraindicada la administración oral de líquidos, debido al riesgo de broncoaspiración.
La reposición de líquidos se inicia generalmente con una solución hipotónica de NaCl al 0,45 % de concentración, con el fin de administrar esencialmente agua "libre", restituyendo el volumen intravascular y corrigiendo la deshidratación. Paulatinamente y de acuerdo a la mejoría del paciente, se pueden alternar soluciones isotónicas con NaCl al 0,9 %, para continuar la hidratación y reponer el sodio perdido por diuresis, sin provocar un desequilibrio electrolítico.
La corrección de la hiperglucemia se realiza con la administración de insulina por vía parenteral. La dosis depende de la vía y métodos utilizados. Por ejemplo: si se utiliza la vía intramuscular (IM) o la subcutánea (SC). Por lo general se indican 0,1 UI/kg de peso corporal como dosis inicial, dividida la mitad por vía intravenosa (IV) y la otra mitad por la vía elegida (IM o SC). Si se usa solo la vía IV (más práctica) se da una dosis inicial de 0,15 UI/kg. En ambos casos se continúa el tratamiento con una infusión intravenosa de insulina a dosis de 0,1 UI/kg/h. La insulina intramuscular es una alternativa cuando no se dispone de una bomba de infusión continua o cuando se dificulta el acceso endovenoso, como en el caso de niños pequeños.
Es esencial recordar que la vigilancia de los niveles sanguíneos de glucosa, electrólitos séricos, pH sanguíneo y osmolaridad sérica debe realizarse con frecuencia —cada hora— y una vez iniciada la terapia, para evitar errores de dosificación, deben ajustarse las dosis de acuerdo a la evolución y prevenir trastornos como la hiponatremia dilucional —exceso de restitución hídrica—, edema cerebral —por alteración de la osmolaridad— o hipoglucemia —por sobredosis de insulina—.
Además de lo anterior, debe considerarse la reposición de potasio si la concentración es menor de 3,3 mEq/L, y de bicarbonato si el pH es menor de 7,0, aunque ninguna de estas medidas debe ser prioritaria a la restitución de líquido y al tratamiento de la hiperglucemia. Aunque la concentración de potasio en sangre parezca ser fisiológica, todo paciente con cetoacidosis diabética tiene una disminución del potasio corporal, que puede resultar ser grave. Solo se administra potasio si el paciente tiene buena función renal, y no se indica en las primeras horas si el enfermo está recibiendo una rehidratación veloz. Si el potasio en el plasma sanguíneo es menor de 3,3 mEg/L se suele administrar 40 mEq de potasio en 24 horas. Si el potasio sérico está entre 3,3 y 5 mEq/L se administran entre 20 y 30 mEq en 24 horas.
Las medidas anteriores deben mantenerse hasta alcanzar una concentración de glucosa igual o inferior a 200 a 250 mg/dL. Una vez logrado este objetivo, el resto de la terapia deberá ser acorde a las características individuales del paciente y su evolución.

## Posibles complicaciones
Los problemas de salud que pueden presentarse a consecuencia de la CAD incluyen cualquiera de los siguientes:
- Acumulación de líquido en el cerebro (edema cerebral).
- El corazón deja de funcionar (ataque cardíaco).
- Coma diabético
- Muerte